# فهرست گل‌های ملی زلاتان ابراهیموویچ

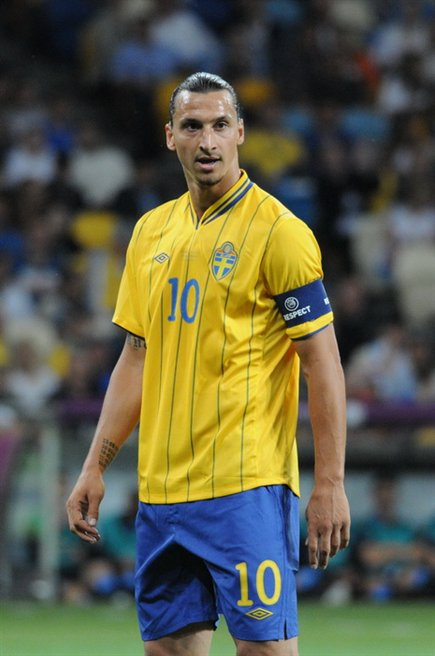
زلاتان ابراهیموویچ با سوئد در جام ملت‌های اروپا ۲۰۱۲

زلاتان ابراهیموویچ یک بازیکن فوتبال اهل سوئد است که بین سال‌های ۲۰۰۱ و ۲۰۱۶ در تیم ملی فوتبال سوئد بازی می‌کرد. علاوه بر سوئد، او می‌توانست در ردهٔ ملی، برای بوسنی و هرزگوین یا کرواسی نیز به میدان برود. نخستین بازی ملی او در ۳۱ ژانویهٔ ۲۰۰۱، در یک تساوی ۰–۰ در برابر تیم ملی فوتبال جزایر فارو بود؛ کمی بعد و در همان سال، توانست نخستین گل ملی خود را به تیم ملی فوتبال آذربایجان بزند. تیم ملی فوتبال سوئد موفق به راهیابی به جام جهانی فوتبال ۲۰۱۰ نشد و ابراهیموویچ برای مدت کوتاهی در بازی‌های ملی حضور نداشت. در سپتامبر ۲۰۱۴، در یک بازی دوستانه در فرندز آرنا، ابراهیموویچ توانست مقابل تیم ملی فوتبال استونی دو بار گلزنی کند تا از رکورد گلزنی اسون ریدل پیشی بگیرد و به برترین گلزن تیم ملی فوتبال سوئد تبدیل شود. در مجموع، او ۶۲ گل در ۱۱۶ بازی برای تیم ملی فوتبال سوئد زده‌است. در ۲۱ ژوئن ۲۰۱۶، ابراهیموویچ اعلام کرد که پس از بازی‌های جام ملت‌های اروپا ۲۰۱۶ از بازی‌های ملی خداحافظی می‌کند و آخرین بار در مسابقهٔ برابر بلژیک به میدان رفت. زلاتان پس از ۴ سال دوری از تیم ملی سرانجام در سال ۲۰۲۰ و درسن ۳۹ سالگی به عرصه ملی بازگشت.
در ۴ سپتامبر ۲۰۰۴، ابراهیموویچ ۴ گل به تیم ملی فوتبال مالت زد و نخستین هت تریک و پوکر بین‌المللی خود را انجام داد. با ۶ گل، تیم ملی فوتبال مالت بیش از دیگر تیم‌ها از ابراهیموویچ گل خورده‌است. ۴ گل به تیم ملی فوتبال مالت در مرحلهٔ مقدماتی جام جهانی فوتبال ۲۰۰۶، ۳ گل به تیم ملی فوتبال فنلاند در مرحلهٔ مقدماتی جام ملت‌های اروپا ۲۰۱۲، ۴ گل به تیم ملی فوتبال انگلستان در دیداری دوستانه در سال ۲۰۱۲ و ۳ گل به تیم ملی فوتبال نروژ در دیداری دوستانه در سال ۲۰۱۳، چهار هت تریک بین‌المللی ابراهیموویچ را تشکیل می‌دهند. او بیش از نیمی از گل‌های خود را در خانهٔ تیم ملی فوتبال سوئد زده‌است که شامل بیست گل در فرندز آرنا، یازده گل در ورزشگاه روسوندا، پنج گل در ورزشگاه اولوی، دو گل در ورزشگاه سوئدبانک و یک گل در ورزشگاه گاملا اولوی می‌شود.
از نظر گونهٔ رقابت‌ها، ابراهیموویچ بیشتر در مسابقات مقدماتی گل زده‌است. او توانست در مسابقات مقدماتی جام ملت‌های اروپا ۱۹ گل بزند که ۱۱ گل آن در مرحلهٔ مقدماتی جام ملت‌های اروپا ۲۰۱۶ بود؛ جایی که دومین گلزن برتر رقابت‌ها شد و از روبرت لواندوفسکی، صدرنشین جدول گلزنان، تنها ۲ گل کمتر زده بود. او در مسابقات مقدماتی جام جهانی فوتبال نیز ۱۹ گل زده‌است. او در جام جهانی گل نزد اما در جام ملت‌های اروپا موفق شد ۶ گل بزند. ۱۸ گل او نیز در مسابقات دوستانه به ثمر رسیدند.

## گل‌های بین‌المللی
"گل زده" نتیجهٔ مسابقه را پس از گل ابراهیموویچ نمایش می‌دهد. گل‌های تیم ملی فوتبال سوئد در سمت راست آمده‌اند.
| Penalty | گل‌هایی را نشان می‌دهد که از نقطهٔ پنالتی زده شده‌اند. |

| شماره | بازی | تاریخ           | محل                                       | حریف        | گل زده | نتیجه | گونهٔ رقابت‌ها                              | منبع   |
| ----- | ---- | --------------- | ----------------------------------------- | ----------- | ------ | ----- | ----------------------------------------- | ------ |
| ۱     | ۴    | ۷ اکتبر ۲۰۰۱    | ورزشگاه روسوندا، سولنا، سوئد              | آذربایجان   | ۳–۰    | ۳–۰   | مرحله مقدماتی جام جهانی فوتبال ۲۰۰۲       | [ ۹ ]  |
| ۲     | ۱۳   | ۲۱ اوت ۲۰۰۲     | آرزددی آرنا، مسکو، روسیه                  | روسیه       | ۱–۱    | ۱–۱   | بازی دوستانه                              | [ ۱۰ ] |
| ۳     | ۱۵   | ۱۲ اکتبر ۲۰۰۲   | ورزشگاه روسوندا، سولنا، سوئد              | مجارستان    | ۱–۱    | ۱–۱   | مرحله مقدماتی جام ملت‌های اروپا ۲۰۰۴       | [ ۱۱ ] |
| ۴     | ۱۶   | ۳۰ آوریل ۲۰۰۳   | ورزشگاه روسوندا، سولنا، سوئد              | کرواسی      | ۱–۱    | ۱–۲   | بازی دوستانه                              | [ ۱۲ ] |
| ۵     | ۱۷   | ۶ سپتامبر ۲۰۰۳  | ورزشگاه اولوی، یوتبری، سوئد               | سان مارینو  | ۳–۰    | ۵–۰   | مرحله مقدماتی جام ملت‌های اروپا ۲۰۰۴       | [ ۱۳ ] |
| ۶     | ۱۷   | ۶ سپتامبر ۲۰۰۳  | ورزشگاه اولوی، یوتبری، سوئد               | سان مارینو  | ۵–۰    | ۵–۰   | مرحله مقدماتی جام ملت‌های اروپا ۲۰۰۴       | [ ۱۳ ] |
| ۷     | ۲۰   | ۳۱ مارس ۲۰۰۴    | ورزشگاه اولوی، یوتبری، سوئد               | انگلستان    | ۱–۰    | ۱–۰   | بازی دوستانه                              | [ ۱۴ ] |
| ۸     | ۲۴   | ۱۴ ژوئن ۲۰۰۴    | ورزشگاه ژوزه آلوالاد، لیسبون، پرتغال      | بلغارستان   | ۴–۰    | ۵–۰   | جام ملت‌های اروپا ۲۰۰۴                     | [ ۱۵ ] |
| ۹     | ۲۵   | ۱۸ ژوئن ۲۰۰۴    | ورزشگاه دراگو، پورتو، پرتغال              | ایتالیا     | ۱–۱    | ۱–۱   | جام ملت‌های اروپا ۲۰۰۴                     | [ ۹ ]  |
| ۱۰    | ۲۸   | ۱۸ اوت ۲۰۰۴     | ورزشگاه روسوندا، سولنا، سوئد              | هلند        | ۲–۲    | ۲–۲   | بازی دوستانه                              | [ ۱۶ ] |
| ۱۱    | ۲۹   | ۴ سپتامبر ۲۰۰۴  | ورزشگاه ملی تاکالی، تاکالی، مالت          | مالت        | ۱–۰    | ۷–۰   | مرحله مقدماتی جام جهانی فوتبال ۲۰۰۶       | [ ۱۷ ] |
| ۱۲    | ۲۹   | ۴ سپتامبر ۲۰۰۴  | ورزشگاه ملی تاکالی، تاکالی، مالت          | مالت        | ۲–۰    | ۷–۰   | مرحله مقدماتی جام جهانی فوتبال ۲۰۰۶       | [ ۱۷ ] |
| ۱۳    | ۲۹   | ۴ سپتامبر ۲۰۰۴  | ورزشگاه ملی تاکالی، تاکالی، مالت          | مالت        | ۳–۰    | ۷–۰   | مرحله مقدماتی جام جهانی فوتبال ۲۰۰۶       | [ ۱۷ ] |
| ۱۴    | ۲۹   | ۴ سپتامبر ۲۰۰۴  | ورزشگاه ملی تاکالی، تاکالی، مالت          | مالت        | ۵–۰    | ۷–۰   | مرحله مقدماتی جام جهانی فوتبال ۲۰۰۶       | [ ۱۷ ] |
| ۱۵    | ۳۳   | ۴ ژوئن ۲۰۰۵     | ورزشگاه اولوی، یوتبری، سوئد               | مالت        | ۴–۰    | ۶–۰   | مرحله مقدماتی جام جهانی فوتبال ۲۰۰۶       | [ ۱۸ ] |
| ۱۶    | ۳۴   | ۳ سپتامبر ۲۰۰۵  | ورزشگاه روسوندا، سولنا، سوئد              | بلغارستان   | ۳–۰    | ۳–۰   | مرحله مقدماتی جام جهانی فوتبال ۲۰۰۶       | [ ۱۹ ] |
| ۱۷    | ۳۵   | ۷ سپتامبر ۲۰۰۵  | ورزشگاه فرانس پوشکاش، بوداپست، مجارستان   | مجارستان    | ۱–۰    | ۱–۰   | مرحله مقدماتی جام جهانی فوتبال ۲۰۰۶       | [ ۲۰ ] |
| ۱۸    | ۳۶   | ۱۲ اکتبر ۲۰۰۵   | ورزشگاه روسوندا، سولنا، سوئد              | ایسلند      | ۱–۱    | ۳–۱   | مرحله مقدماتی جام جهانی فوتبال ۲۰۰۶       | [ ۲۱ ] |
| ۱۹    | ۵۱   | ۱۰ ژوئن ۲۰۰۸    | ورزشگاه ردبول آرنا، زالتسبورگ، اتریش      | یونان       | ۱–۰    | ۲–۰   | جام ملت‌های اروپا ۲۰۰۸                     | [ ۲۲ ] |
| ۲۰    | ۵۲   | ۱۴ ژوئن ۲۰۰۸    | ورزشگاه تیوولی نوی، اینسبروک، اتریش       | اسپانیا     | ۱–۱    | ۱–۲   | جام ملت‌های اروپا ۲۰۰۸                     | [ ۲۳ ] |
| ۲۱    | ۵۸   | ۱۰ ژوئن ۲۰۰۹    | ورزشگاه اولوی، یوتبری، سوئد               | مالت        | ۳–۰    | ۴–۰   | مرحله مقدماتی جام جهانی فوتبال ۲۰۱۰       | [ ۲۴ ] |
| ۲۲    | ۵۹   | ۵ سپتامبر ۲۰۰۹  | ورزشگاه فرانس پوشکاش، بوداپست، مجارستان   | مجارستان    | ۲–۱    | ۲–۱   | مرحله مقدماتی جام جهانی فوتبال ۲۰۱۰       | [ ۲۵ ] |
| ۲۳    | ۶۳   | ۱۱ اوت ۲۰۱۰     | ورزشگاه روسوندا، سولنا، سوئد              | اسکاتلند    | ۱–۰    | ۳–۰   | بازی دوستانه                              | [ ۲۶ ] |
| ۲۴    | ۶۵   | ۷ سپتامبر ۲۰۱۰  | ورزشگاه سوئدبانک، مالمو، سوئد             | سان مارینو  | ۱–۰    | ۶–۰   | مرحله مقدماتی جام ملت‌های اروپا ۲۰۱۲       | [ ۲۷ ] |
| ۲۵    | ۶۵   | ۷ سپتامبر ۲۰۱۰  | ورزشگاه سوئدبانک، مالمو، سوئد             | سان مارینو  | ۵–۰    | ۶–۰   | مرحله مقدماتی جام ملت‌های اروپا ۲۰۱۲       | [ ۲۷ ] |
| ۲۶    | ۶۹   | ۷ ژوئن ۲۰۱۱     | ورزشگاه روسوندا، سولنا، سوئد              | فنلاند      | ۲–۰    | ۵–۰   | مرحله مقدماتی جام ملت‌های اروپا ۲۰۱۲       | [ ۲۸ ] |
| ۲۷    | ۶۹   | ۷ ژوئن ۲۰۱۱     | ورزشگاه روسوندا، سولنا، سوئد              | فنلاند      | ۳–۰    | ۵–۰   | مرحله مقدماتی جام ملت‌های اروپا ۲۰۱۲       | [ ۲۸ ] |
| ۲۸    | ۶۹   | ۷ ژوئن ۲۰۱۱     | ورزشگاه روسوندا، سولنا، سوئد              | فنلاند      | ۴–۰    | ۵–۰   | مرحله مقدماتی جام ملت‌های اروپا ۲۰۱۲       | [ ۲۸ ] |
| ۲۹    | ۷۵   | ۲۹ فوریهٔ ۲۰۱۲   | ورزشگاه ماکسیمیر، زاگرب، کرواسی           | کرواسی      | ۱–۰    | ۳–۱   | بازی دوستانه                              | [ ۲۹ ] |
| ۳۰    | ۷۶   | ۳۰ مه ۲۰۱۲      | ورزشگاه گاملا اولوی، یوتبری، سوئد         | ایسلند      | ۱–۰    | ۳–۲   | بازی دوستانه                              | [ ۳۰ ] |
| ۳۱    | ۷۷   | ۵ ژوئن ۲۰۱۲     | ورزشگاه روسوندا، سولنا، سوئد              | صربستان     | ۲–۱    | ۲–۱   | بازی دوستانه                              | [ ۳۱ ] |
| ۳۲    | ۷۸   | ۱۱ ژوئن ۲۰۱۲    | ورزشگاه المپیسکی، کی‌یف، اوکراین           | اوکراین     | ۱–۰    | ۱–۲   | جام ملت‌های اروپا ۲۰۱۲                     | [ ۳۲ ] |
| ۳۳    | ۸۰   | ۱۹ ژوئن ۲۰۱۲    | ورزشگاه المپیسکی، کی‌یف، اوکراین           | فرانسه      | ۱–۰    | ۲–۰   | جام ملت‌های اروپا ۲۰۱۲                     | [ ۹ ]  |
| ۳۴    | ۸۳   | ۱۲ اکتبر ۲۰۱۲   | ورزشگاه تورسفولر، توشهاون، جزایر فارو     | جزایر فارو  | ۲–۱    | ۲–۱   | مرحله مقدماتی جام جهانی فوتبال ۲۰۱۴       | [ ۳۳ ] |
| ۳۵    | ۸۴   | ۱۶ اکتبر ۲۰۱۲   | ورزشگاه المپیک، برلین، آلمان              | آلمان       | ۱–۴    | ۴–۴   | مرحله مقدماتی جام جهانی فوتبال ۲۰۱۴       | [ ۳۴ ] |
| ۳۶    | ۸۵   | ۱۴ نوامبر ۲۰۱۲  | ورزشگاه فرندز آرنا، سولنا، سوئد           | انگلستان    | ۱–۰    | ۴–۲   | بازی دوستانه                              | [ ۹ ]  |
| ۳۷    | ۸۵   | ۱۴ نوامبر ۲۰۱۲  | ورزشگاه فرندز آرنا، سولنا، سوئد           | انگلستان    | ۲–۲    | ۴–۲   | بازی دوستانه                              | [ ۹ ]  |
| ۳۸    | ۸۵   | ۱۴ نوامبر ۲۰۱۲  | ورزشگاه فرندز آرنا، سولنا، سوئد           | انگلستان    | ۳–۲    | ۴–۲   | بازی دوستانه                              | [ ۹ ]  |
| ۳۹    | ۸۵   | ۱۴ نوامبر ۲۰۱۲  | ورزشگاه فرندز آرنا، سولنا، سوئد           | انگلستان    | ۴–۲    | ۴–۲   | بازی دوستانه                              | [ ۹ ]  |
| ۴۰    | ۹۰   | ۱۱ ژوئن ۲۰۱۳    | ورزشگاه فرندز آرنا، سولنا، سوئد           | جزایر فارو  | ۱–۰    | ۲–۰   | مرحله مقدماتی جام جهانی فوتبال ۲۰۱۴       | [ ۳۵ ] |
| ۴۱    | ۹۰   | ۱۱ ژوئن ۲۰۱۳    | ورزشگاه فرندز آرنا، سولنا، سوئد           | جزایر فارو  | ۲–۰    | ۲–۰   | مرحله مقدماتی جام جهانی فوتبال ۲۰۱۴       | [ ۳۵ ] |
| ۴۲    | ۹۱   | ۱۴ اوت ۲۰۱۳     | ورزشگاه فرندز آرنا، سولنا، سوئد           | نروژ        | ۱–۰    | ۴–۲   | بازی دوستانه                              | [ ۳۶ ] |
| ۴۳    | ۹۱   | ۱۴ اوت ۲۰۱۳     | ورزشگاه فرندز آرنا، سولنا، سوئد           | نروژ        | ۲–۲    | ۴–۲   | بازی دوستانه                              | [ ۳۶ ] |
| ۴۴    | ۹۱   | ۱۴ اوت ۲۰۱۳     | ورزشگاه فرندز آرنا، سولنا، سوئد           | نروژ        | ۳–۲    | ۴–۲   | بازی دوستانه                              | [ ۳۶ ] |
| ۴۵    | ۹۳   | ۱۰ سپتامبر ۲۰۱۳ | ورزشگاه آستانه آرنا، آستانه، قزاقستان     | قزاقستان    | ۱–۰    | ۱–۰   | مرحله مقدماتی جام جهانی فوتبال ۲۰۱۴       | [ ۳۷ ] |
| ۴۶    | ۹۴   | ۱۱ اکتبر ۲۰۱۳   | ورزشگاه فرندز آرنا، سولنا، سوئد           | اتریش       | ۲–۱    | ۲–۱   | مرحله مقدماتی جام جهانی فوتبال ۲۰۱۴       | [ ۳۸ ] |
| ۴۷    | ۹۶   | ۱۹ نوامبر ۲۰۱۳  | ورزشگاه فرندز آرنا، سولنا، سوئد           | پرتغال      | ۱–۱    | ۲–۳   | مرحله مقدماتی جام جهانی فوتبال ۲۰۱۴       | [ ۳۹ ] |
| ۴۸    | ۹۶   | ۱۹ نوامبر ۲۰۱۳  | ورزشگاه فرندز آرنا، سولنا، سوئد           | پرتغال      | ۲–۱    | ۲–۳   | مرحله مقدماتی جام جهانی فوتبال ۲۰۱۴       | [ ۳۹ ] |
| ۴۹    | ۹۹   | ۴ سپتامبر ۲۰۱۴  | ورزشگاه فرندز آرنا، سولنا، سوئد           | استونی      | ۱–۰    | ۲–۰   | بازی دوستانه                              | [ ۴۰ ] |
| ۵۰    | ۹۹   | ۴ سپتامبر ۲۰۱۴  | ورزشگاه فرندز آرنا، سولنا، سوئد           | استونی      | ۲–۰    | ۲–۰   | بازی دوستانه                              | [ ۴۰ ] |
| ۵۱    | ۱۰۱  | ۱۵ نوامبر ۲۰۱۴  | ورزشگاه پودگوریتسا، پودگوریتسا، مونته‌نگرو | مونته‌نگرو   | ۱–۰    | ۱–۱   | مرحله مقدماتی جام ملت‌های اروپا ۲۰۱۶       | [ ۴۱ ] |
| ۵۲    | ۱۰۲  | ۲۷ مارس ۲۰۱۵    | ورزشگاه زیمبرو، کیشیناو، مولداوی          | مولدووا     | ۱–۰    | ۲–۰   | مرحله مقدماتی جام ملت‌های اروپا ۲۰۱۶       | [ ۴۲ ] |
| ۵۳    | ۱۰۲  | ۲۷ مارس ۲۰۱۵    | ورزشگاه زیمبرو، کیشیناو، مولداوی          | مولدووا     | ۲–۰    | ۲–۰   | مرحله مقدماتی جام ملت‌های اروپا ۲۰۱۶       | [ ۴۲ ] |
| ۵۴    | ۱۰۳  | ۳۱ مارس ۲۰۱۵    | ورزشگاه فرندز آرنا، سولنا، سوئد           | ایران       | ۱–۰    | ۳–۱   | بازی دوستانه                              | [ ۴۳ ] |
| ۵۵    | ۱۰۵  | ۱۴ ژوئن ۲۰۱۵    | ورزشگاه فرندز آرنا، سولنا، سوئد           | مونته‌نگرو   | ۲–۰    | ۳–۱   | مرحله مقدماتی جام ملت‌های اروپا ۲۰۱۶       | [ ۴۴ ] |
| ۵۶    | ۱۰۵  | ۱۴ ژوئن ۲۰۱۵    | ورزشگاه فرندز آرنا، سولنا، سوئد           | مونته‌نگرو   | ۳–۰    | ۳–۱   | مرحله مقدماتی جام ملت‌های اروپا ۲۰۱۶       | [ ۴۴ ] |
| ۵۷    | ۱۰۷  | ۸ سپتامبر ۲۰۱۵  | ورزشگاه فرندز آرنا، سولنا، سوئد           | اتریش       | ۱–۴    | ۱–۴   | مرحله مقدماتی جام ملت‌های اروپا ۲۰۱۶       | [ ۴۵ ] |
| ۵۸    | ۱۰۸  | ۹ اکتبر ۲۰۱۵    | ورزشگاه راین پارک، فادوتس، لیختن‌اشتاین    | لیختن‌اشتاین | ۲–۰    | ۲–۰   | مرحله مقدماتی جام ملت‌های اروپا ۲۰۱۶       | [ ۴۶ ] |
| ۵۹    | ۱۰۹  | ۱۲ اکتبر ۲۰۱۵   | ورزشگاه فرندز آرنا، سولنا، سوئد           | مولدووا     | ۱–۰    | ۲–۰   | مرحله مقدماتی جام ملت‌های اروپا ۲۰۱۶       | [ ۴۷ ] |
| ۶۰    | ۱۱۰  | ۱۴ نوامبر ۲۰۱۵  | ورزشگاه فرندز آرنا، سولنا، سوئد           | دانمارک     | ۲–۰    | ۲–۱   | پلی‌آف مرحله مقدماتی جام ملت‌های اروپا ۲۰۱۶ | [ ۴۸ ] |
| ۶۱    | ۱۱۱  | ۱۷ نوامبر ۲۰۱۵  | ورزشگاه پارکن، کپنهاگ، دانمارک            | دانمارک     | ۱–۰    | ۲–۲   | پلی‌آف مرحله مقدماتی جام ملت‌های اروپا ۲۰۱۶ | [ ۴۹ ] |
| ۶۲    | ۱۱۱  | ۱۷ نوامبر ۲۰۱۵  | ورزشگاه پارکن، کپنهاگ، دانمارک            | دانمارک     | ۲–۰    | ۲–۲   | پلی‌آف مرحله مقدماتی جام ملت‌های اروپا ۲۰۱۶ | [ ۴۹ ] |

## آمار

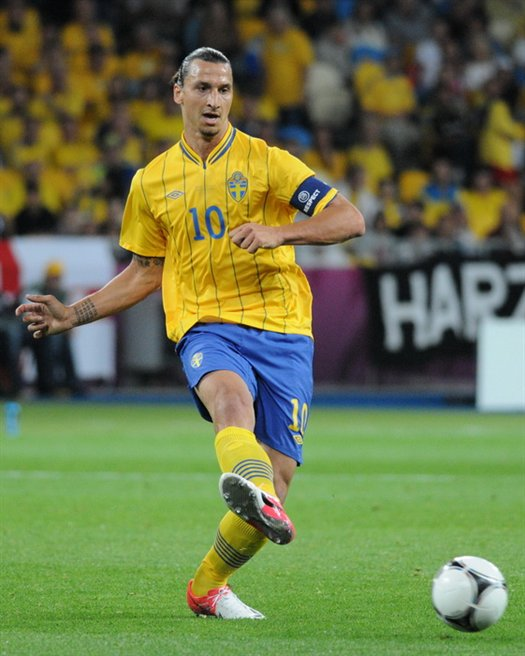
زلاتان ابراهیموویچ در حال بازی در برابر انگلستان در جام ملت‌های اروپا ۲۰۱۲

| سال  | بازی | گل |
| ---- | ---- | -- |
| ۲۰۰۱ | ۵    | ۱  |
| ۲۰۰۲ | ۱۰   | ۲  |
| ۲۰۰۳ | ۴    | ۳  |
| ۲۰۰۴ | ۱۲   | ۸  |
| ۲۰۰۵ | ۵    | ۴  |
| ۲۰۰۶ | ۶    | ۰  |
| ۲۰۰۷ | ۷    | ۰  |
| ۲۰۰۸ | ۷    | ۲  |
| ۲۰۰۹ | ۶    | ۲  |
| ۲۰۱۰ | ۴    | ۳  |
| ۲۰۱۱ | ۸    | ۳  |
| ۲۰۱۲ | ۱۱   | ۱۱ |
| ۲۰۱۳ | ۱۱   | ۹  |
| ۲۰۱۴ | ۵    | ۳  |
| ۲۰۱۵ | ۱۰   | ۱۱ |
| ۲۰۱۶ | ۵    | ۰  |
| کل   | ۱۱۶  | ۶۲ |

| گونهٔ رقابت               | گل |
| ------------------------ | -- |
| مقدماتی جام جهانی فوتبال | ۱۹ |
| مقدماتی جام ملت‌های اروپا | ۱۹ |
| دوستانه                  | ۱۸ |
| جام ملت‌های اروپا         | ۶  |
| کل                       | ۶۲ |